# 许力以
许力以（1923年—2010年12月8日），原名承学，男，广东遂溪（今海康）人，中华人民共和国编辑。

## 生平
1938年参加中国共产党的外围组织遂溪青年抗敌同志会（遂溪青抗会），进行抗日宣传活动。大夏大学肄业。1941年，加入中国共产党。曾任大别山区《七七日报》记者，《冀鲁豫日报》记者、编辑，新华通讯社第二野战军总分社记者。1948年，进入中共中央马列学院学习。
中华人民共和国成立后，历任中共中央宣传部出版处副处长、机关党委副书记，国家出版局出版部主任、副局长，中国出版工作者协会第一、二届副主席，中共中央宣传部出版局局长，中国国际出版合作促进会会长，《中国美术全集》工作委员会副主任，《汉语大词典》工作委员会主任，《编辑与出版》丛书主编。此外，他还主持出版了《邓小平文集》（英文版）、《中国美术全集》、《汉语大字典》、《中国大百科全书·新闻出版》、《中国美术分类全集》等。
2010年12月8日，因病医治无效，在北京逝世，享年87岁。